# Germà de Man
Germà o Garmon de Man (Carmane en manx) (Bretanya, ca. 410 – Normandia?, ca. 475) fou el primer bisbe de l'Illa de Man. És venerat com a sant per diverses confessions cristianes.

## Biografia
Se'n sap poc de la vida, i les tradicions parlen de fets que difícilment poden encabir-se en el seu temps. Podria haver nascut a la Bretanya (avui França) cap al 410. A Irlanda, va ésser deixeble de Sant Patrici cap al 440 (una tradició diu que Germà era nebot de Patrici). Segons una llegenda improbable, quan Germà d'Auxerre visità Gran Bretanya per lluitar contra el pelagianisme, trobà un pagès el fill del qual es feu deixeble i esdevingué Germà de Man.
Marxà a Gal·les, on visqué als monestirs dels sants Brioc de Bretanya i Illtyd fins al 450. Anà a la Bretanya i en tornà en 462 per reunir-se de nou amb Patrici a la Gran Bretanya, on participà en un concurs de màgia amb Gwrtheyrn. Novament a Irlanda, fou nomenat bisbe de Man cap al 466. Podria haver mort màrtir a la Normandia.

## Veneració
És venerat principalment a Man, Gal·les i Cornualla (Gran Bretanya), on es troben llocs i ermites dedicats, tot i que amb el temps s'han confós i s'ha cregut que eren dedicades al sant Germà d'Auxerre, més conegut. Les regions on hi ha més dedicacions són: Caernarvonshire, Denbighshire, Montgomeryshire i Radnorshire.
Se'n celebra la festivitat el 3 de juliol, però a Gal·les és el 31 de juliol.